# Војна диктатура у Бразилу
Војна диктатура у Бразилу (порт. Ditadura militar no Brasil) је била десничарска војна диктатура која је владала Бразилом од 31. марта 1964. до 15. марта 1985. године. Диктатура је дошла на власт преко државног удара којим су Оружане снаге Бразила свргнуле левичарског председника Жоаа Гулара, који је преузео ту функцију с места потпредседника након оставке Жанија Квадроса, демократски изабраног председника. Званично је завршена када је Жозе Сарнеј присегнуо за председника 1985. године. Главни координатори пуча били су Жозе де Магаљаес Пинто, Адхемар де Барос и Карлос Лацерда (који су већ учествовали рушењу Варгаса 1954. године), гувернери држава Минас Гераис, Сао Пауло и Рио де Жанеиро. Војна диктатура у Бразилу послужила је као пример другим војним диктатурама у Латинској Америци, систематизирајући "Доктрину националне безбедности", која је "оправдавала" учешће војске у контексту националне безбедности у кризном раздобљу, стварајући интелектуалну базу на коју су се војни режими ослањали.

## Позадина
Оружане снаге Бразила стекле су велики углед након Парагвајског рата. Њихова политизација била је евидентна већ у тренутку рушења Царства, а касније и током тенентистичких побуна, односно Револуције 1930. године. Тензије су поново ескалирале током 1950-их година када се војска спојила с елитном средњом класом и десничарским круговима како би спречила да Жуселино Кубичек и Жоао Гулар преузму функцију председника, а наводно због њихове подршке комунизму. И док се Кубичек показао склоним капитализму, Гулар је најављивао далекосежне реформе и потицао неутралније односе са Сједињеним Државама. 
Године 1961, Гулар је постао председник након Квадросове оставке, но функцију је преузео тек након договора с војском темељем којег је изгубио велик део овласти због увођења парламентаризма. Президенцијализам је враћен након успешног референдума, а како су Гуларове овласти расле, тако је постајало евидентније да он планира спровести темељите реформе попут национализације и прерасподеле земљишта и то независно о недостатку подршке коју је имао у Конгресу. Народ се поларизовао; део се бојао да ће се Бразил придружити Куби као комунистичка земља Латинске Америке, док је други део сматрао како ће реформе побољшати бразилску привреду и умањити утицај Сједињених Држава. Утицајни политичари, попут Карлоса Лацерде и Кубичека, медијски могули и Црква, позивали су Оружане снаге да спроведу државни удар и свргну Гулара с места председника, што се убрзо и догодило. 

## Пуч и диктатура
Дана 1. априла 1964. године, након ноћи планирања уроте, војска се упутила у Рио де Жанеиро, који се сматрао легалистичком утврдом. Генерали из Сао Паула и Рија су се убрзо придружили пучу. Како би спречио грађански рат и знајући да ће Сједињене Државе подржати пучисте, Гулар је побегао у Уругвај. Војна диктатура трајала је 21 годину. Упркос молбама да се то не уради, војска је убрзо наметнула нови, рестриктивни устав, ограничивши слободу говора и политички плурализам, а све уз подршку Сједињених Држава. Основне одлике диктатуре биле су национализам, привредни развој и антикомунизам. Војни режим био је на врхунцу своје популарности током 1970-их година, махом потпомогнут "бразилским чудом" (који је делимичнио био само пропаганда), а упркос медијској цензури те мучењу и протеривању опонената и дисидената. У марту 1979, председник је постао Жоао Фигеиредо. Фигеиредо се морао борити с тврдокорним члановима војске у јеку покушаја редемократизације друштва, због чега се није могао носити с хроничном инфлацијом, која је, у комбинацији с падом других војних режима по Латинској Америци, отворила пут председничким изборима 1984. године и то с цивилним кандидатима. Успео је да прогура и контроверзни Закон о амнестији, који се односио на оне који су дејствовали против војног режима. Након доношења устава из 1988. године, војска је пала под строгу цивилну контролу без релевантне политичке моћи. 
На темељу истраживања Националне комисије за истину, која су завршила до 2014. године, закључено је да је током војне диктатуре убијено од неколико стотина до хиљаду људи, док је преко 50,000 људи било по затворима, а око 10,000 протерано из земље у егзил.

## Галерија
- Председници током трајања војне диктатуре
- маршал
Умберто де Аленкар Кастело Бранко
- маршал
Артур да Коста е Силва
- генерал
Емилио Гарастазу Медиси
- генерал
Ернесто Гејзел
- генерал
Жоао Фигеиредо